# Villejuif-listan

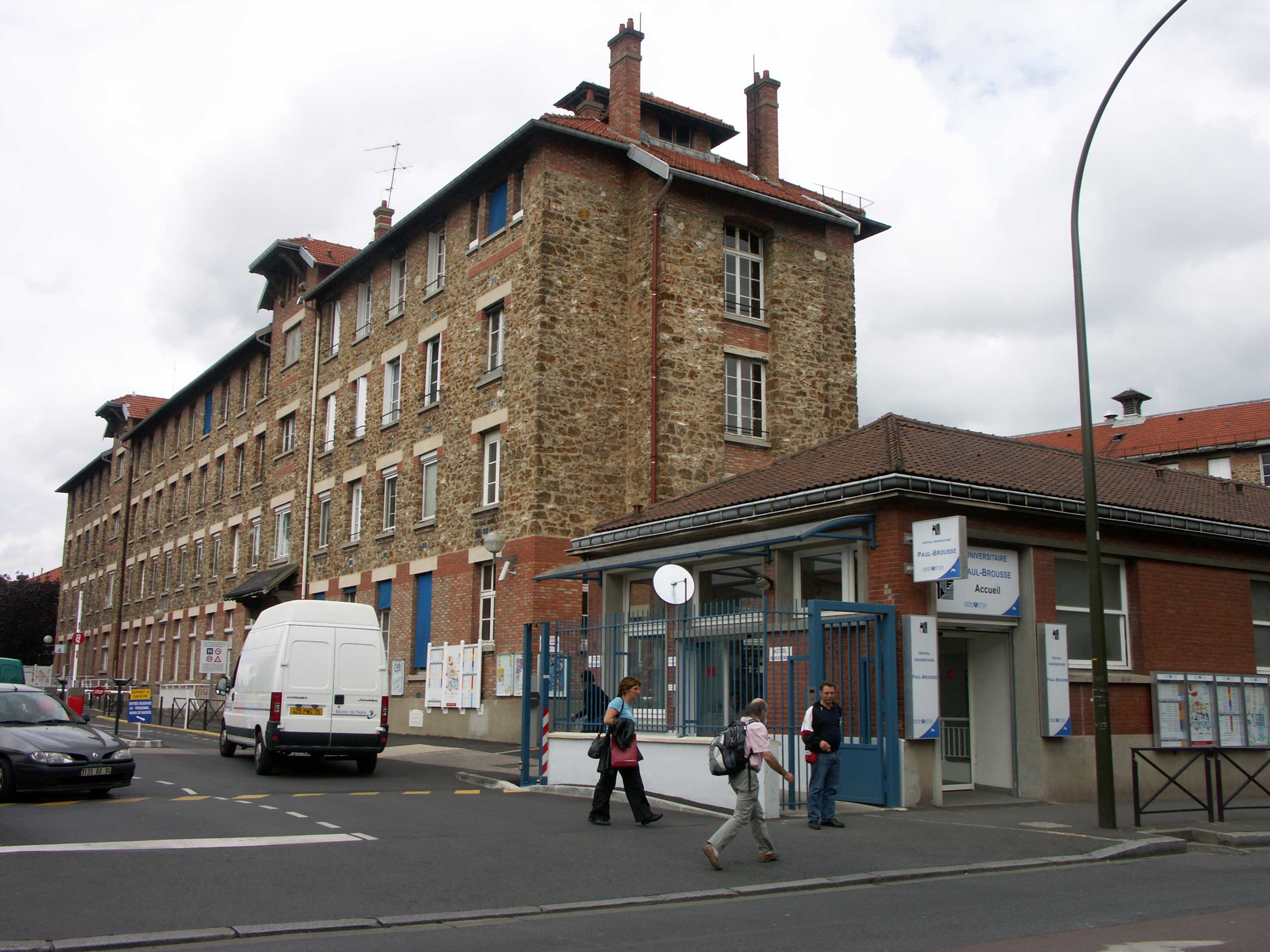
Huvudingången till Paul Brousse-sjukhuset i Villejuif.

Villejuif-listan var ett vetenskapligt felaktigt dokument och möjligt hoax som fick en bred spridning som trycksak. Listan listade ett antal nummer av säkra livsmedelstillsatser med deras e-nummer som påstådda carcinogener. Listan orsakade panik i Europa under sena 1970-talet och 1980-talet. En av tillsatserna på listan var citronsyra (E 330).
Namnet kommer från det falska ryktet att listan skapades på sjukhuset i Villejuif utanför Paris.

## Historik
Det tidigaste påträffandet av listan var i Frankrike i februari 1976 i formen av en maskinskriven sida. Hemmagjorda kopior spreds över hela Europa i ett årtionde som en lista som distribuerades mellan vänner. Förutom citronsyra fanns nio andra tillsatser med på listan, som omnämnde tillsatserna som farliga gifter och carcinogener.
Den ursprungliga författaren av den maskinskrivna listan, som spreds till omkring sju miljoner människor, hittades aldrig.

## Efterforskning
Fenomenet blev föremål för akademisk empirisk forskning av Jean-Noël Kapferer, ledaren för organisationen The Foundation for the Study and Information on Rumors i Paris och professor i kommunikation vid L'Ecole des Hautes Etudes Commerciales et l'Institut Supérieur des Affaires, en högskola i Frankrike. Bakgrunden var att ryktet fortlevde trots alla officiella uppgifter om säkerheten av citronsyra och ryktets vida spridning, då runt hälften av alla franska hemmafruar hade läst listan.
Enligt en bok som utkom 1990, skriven av Jean-Noël Kapferer, drog listan till sig uppmärksamhet av experter som omedelbart såg dess tvivelaktiga karaktär. Listan listade felaktigt citronsyra (E 330) som den farligaste av alla carcinogener.

## Spridningen

Ryktena skapades i Frankrike och spreds snabbt i Europa, Afrika och Mellanöstern.

Ryktet, troligen ett av de mest spridda i det franska samhället, spreds via en översatt folder även i Storbritannien, Tyskland, Italien, Mellanöstern och Afrika.
Journalister som arbetade för tidningar spred listan av påstådda carcinogener ordagrant. Till och med en bok som utkom 1984, skriven av en läkare och ämnad att informera allmänheten om farorna med cancer, inkluderade innehåll från broschyren i en lista över carcinogener, utan att kontrollera broschyrens sanningshalt.

## Falskt samband med sjukhuset i Villejuif
Listan återskapades många gånger av personer som till exempel vänner som försökte informera andra vänner av de skadliga tillsatserna i deras mat, och okontrollerad kopiering av listan innehållande namnet på sjukhuset i Villejuif gjorde att många trodde att ryktena var sanna som sade att Villejuif-sjukhuset var skaparna. Även då sjukhuset förnekade all koppling, så var det omöjligt att stoppa den vidare utspridningen av listan, som gick från hand till hand fram till åtminstone 1986 och skickades vidare till grundskolor, organisationer och till och med olika sjukhus. Även vid medicinska och farmaceutiska utbildningsinstitutioner trodde man på listans innehåll, på grund av dess (obehöriga och osanna) källa till det välkända sjukhuset i Villejuif.

## Möjliga förklaringar
Citronsyra är viktigt i en fysiologisk process i människokroppen kallad Krebs-cykeln (citronsyracykeln), men Krebs betyder också cancer på tyska och det har föreslagits att den språkliga förvirringen kan ha varit anledningen till de falska anklagelserna att citronsyra är carcinogent.

## Felaktigheter

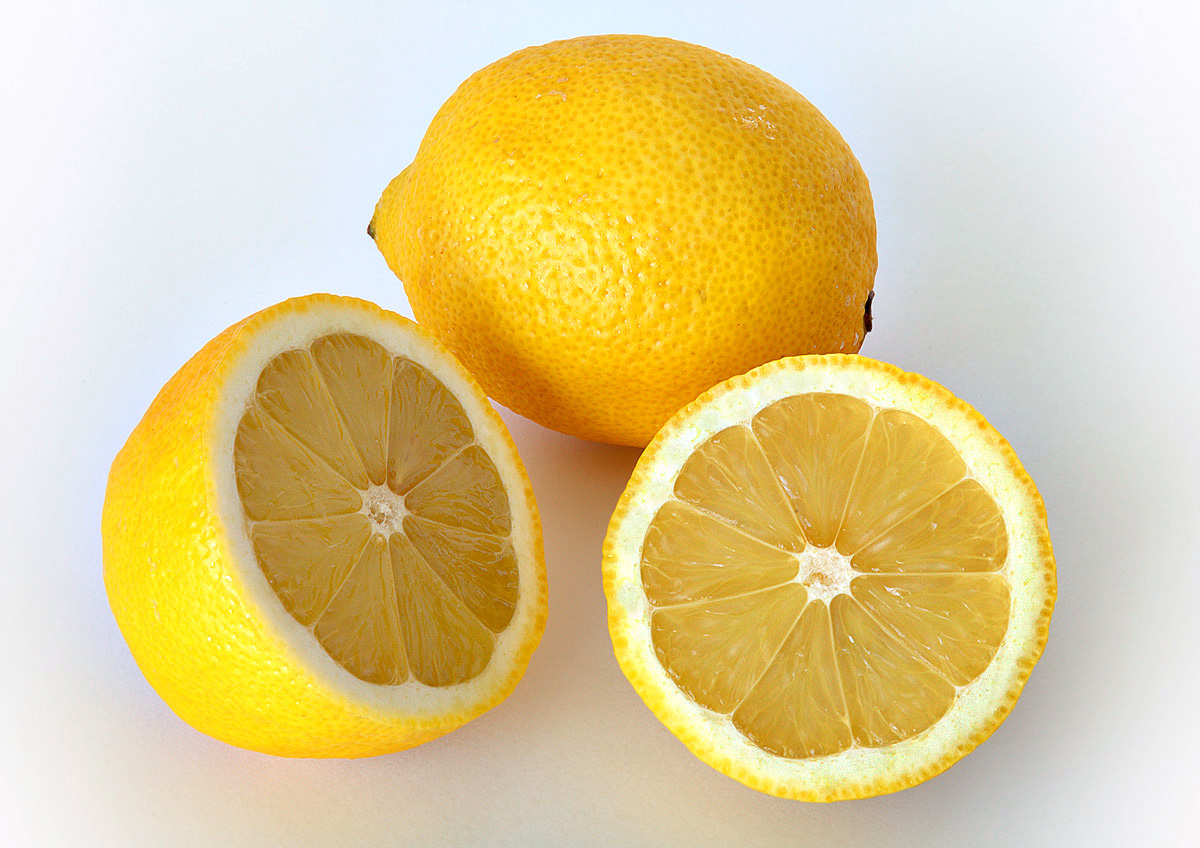
Citronsyra förekommer naturligt i allt levande och höga koncentrationer finns i många frukter. Det listades felaktigt som cancerframkallande i Villejuif-listan.

### Citronsyra
Det mest absurda påståendet är att citronsyra (E 330) skulle vara cancerframkallande. Citronsyra förekommer överallt i naturen och är i normal mängd oskadlig.

### Kolesterol
Många av listorna skriver kortfattade beskrivningar såsom "farlig", "misstänkt" och "oskadlig" medan ett antal skriver längre texter. Ett exempel är att kolesterol skulle vara en verkan av BHA (E 320) och BHT (E 321), men effekten nämns inte, inte ens om det höjer eller sänker kolesterolvärdet.

### Matsmältningsproblem
E 460 fram till E 466 (cellulosa och cellulosaderivat) sägs framkalla matsmältningsproblem, framförallt laxerande effekter. I vanlig mängd används så små mängder att en laxerande effekt skulle vara omöjlig. Ämnen som å andra sidan kan ha en laxerande effekt, till exempel E 420 (sorbitol)  och E 421 (mannitol) beskrivs i listan som harmlösa.

### Farliga ämnen
En rad av ämnena på listan har aldrig varit upptagna i Livsmedelsverkets föreskrifter eller har för länge sedan plockats bort från EU:s lista. Det är till exempel följande ämnen:
- E 103 (kryosin)
- E 105 (syragult)
- E 111 (orange GGN)
- E 121 (orcein)
- E 125 (scharlach GN)
- E 126 (ponceau 6R)
- E 130 (indanthrenblå)
- E 152 (svart 7984)
- E 181 (bränd svartord[förtydliga])

I en del av listorna benämns ämnena korrekt som förbjudna, men inte i alla, och detta är nog den största felaktigheten, bortsett från citronsyran, på listan.